# Historia de la Liga Nacional de Hockey (1917-1942)
La Liga de Hockey Nacional (NHL) estuvo fundado en 1917 siguiendo la defunción de su liga de predecesor, la Asociación de Hockey Nacional (NHA). En un esfuerzo para sacar Eddie Livingstone cuando dueño del Toronto Blueshirts, una mayoría de las franquicias NHA (el Montreal Canadiens, Trotamundos de Montreal, Ottawa Senadores y Quebec Bulldogs) suspendió el NHA y formó el nuevo NHL. El Quebec Bulldogs, mientras un miembro, no operó en el NHL para los primeros dos años. En cambio los dueños de los Jardines de #Arena del Toronto operaron una franquicia de Toronto nueva. Mientras el NHL estuvo pretendido como medida provisional, la disputa de continuar con Livingstone dirigió al cuatro NHA los dueños que conocen y haciendo la suspensión del NHA permanente un año más tarde.
El primer cuarto de siglo de la NHL vio a la liga competir contra dos ligas principales rivales, la Asociación de Hockey de la Costa del Pacífico y la Liga de Hockey del Oeste de Canadá, por jugadores y la Copa Stanley . La NHL se expandió por primera vez a los Estados Unidos en 1924 con la fundación de los Boston Bruins, y en 1926 constaba de diez equipos en Ontario, Quebec, la región de los Grandes Lagos y el noreste de los Estados Unidos . Al mismo tiempo, la NHL surgió como la única liga importante y el único competidor de la Copa Stanley.
El juego en sí continuó evolucionando durante este tiempo. Se presentaron numerosas innovaciones en las reglas y el equipo a medida que la NHL buscaba mejorar el flujo del juego y hacer que el deporte fuera más amigable para los fanáticos. La NHL jugó con seis hombres por lado en lugar de los tradicionales siete, y fue una de las primeras ligas en permitir que los porteros dejaran sus pies para hacer atajadas. La huella de la NHL se extendió por Canadá cuando las transmisiones de radio de Foster Hewitt se escucharon de costa a costa a partir de 1933.
Se construyeron el Foro de Montreal y los Jardines Maple Leaf, y cada uno acogió los juegos benéficos All-Star que se llevaron a cabo para recaudar fondos para apoyar a Ace Bailey y la familia de Howie Morenz en Toronto y Montreal, respectivamente. Las carreras de ambos jugadores habían terminado debido a un incidente en el hielo, y Morenz finalmente murió, un mes después de sufrir su lesión inicial. Estos primeros juegos All-Star de la NHL conducirían a los juegos All-Star anuales que continúan en la actualidad.
La Gran Depresión y la Segunda Guerra Mundial redujeron la liga a seis equipos en 1942. El equipo fundador Ottawa, y los equipos de expansión New York Americans, Montreal Maroons y Pittsburgh Pirates / Philadelphia Quakers desaparecieron de escena. El equipo de expansión Detroit Falcons se declaró en bancarrota en 1932 y sólo sobrevivió gracias a una fusión con los Chicago Shamrocks de la American Hockey League y los bolsillos del próspero propietario James Norris para convertirse en los Detroit Red Wings . Las condiciones desesperadas en Montreal significaron que la ciudad casi perdió a sus dos equipos en la década de 1930; los Canadiens casi se mudaron a Cleveland, pero sobrevivieron gracias a su mayor apoyo de los fanáticos. Los seis equipos que quedaron en pie en 1942 (los Boston Bruins, los Chicago Blackhawks, los Detroit Red Wings, los Montreal Canadiens, los New York Rangers, y los Toronto Maple Leafs ) son conocidos hoy como los " Seis Originales ".